# Kobroor
Kobroor ist die zweitgrößte der indonesischen Aru-Inseln in der Arafurasee. Mit 1723 km² belegt sie Platz 38 der größten Inseln Indonesiens. Politisch gehört sie zur Provinz Maluku.

## Geographie
Die Insel bildet den mittleren Teil der Aru-Inseln, die nur durch schmale Kanäle voneinander getrennt werden. Der Manoeambi-Fluss trennt sie im Norden von den Inseln Tanahbesar und Karawai, der Workai-Fluss im Süden von Maikoor, Lorang und Murai (von Westen nach Osten). Die beiden anderen Hauptinseln des Archipels sind Trangan im Süden und Tanahbesar (Wokam), Trangan ist größer als Kobroor. Im Norden 175 km und im Osten 365 km entfernt befindet sich Neuguinea. Im Westen erreicht man nach 140 km die Kei-Inseln, im Süden nach 585 km Australien.
Trangan ist 51 km lang und 57 breit, die Küstenlinie ist 229,8 km lang. Die Insel ist sehr flach, sie erreicht an ihrer höchsten Stelle 124 Meter. Ihre Küste ist von vielen Buchten und Kanälen eingebuchtet und hat viele vorgelagerte Inseln. Auffällig ist ein großer Kanal im Osten, der 15 km ins Innenland hineinreicht.

## Einzelnachweis
1. ↑  mit Google Maps ermittelt